# 평택 미군기지 이전 문제
평택 미군기지 이전 문제(平澤 美軍基地 移轉 問題)는 2008년 말 무렵에 미국 2 보병사단과 서울특별시 용산구 주한 미군 기지를 경기도 평택시 팽성읍 대추리 일원으로 이전하여, 확장하는 문제를 둘러싸고 해당 지역 주민 및 시민 운동단체와 대한민국 국방부 사이에서 벌어진 일련의 사태를 뜻한다. 넓은 의미로는 2004년 미군 기지 이전 결정 이후 벌어진 주민, 시민 단체의 반발과 경찰과의 충돌부터 아우르며, 좁은 의미로는 2006년 5월 4일 이후 경찰이 투입된 행정대집행으로 인한 대규모 충돌만을 가리킨다. 대추리 사태(大秋里 事態) 혹은 대추리 사건(大秋里 事件)으로도 부르며, 작전명은 여명의 황새울이다.

## 역사

### 배경

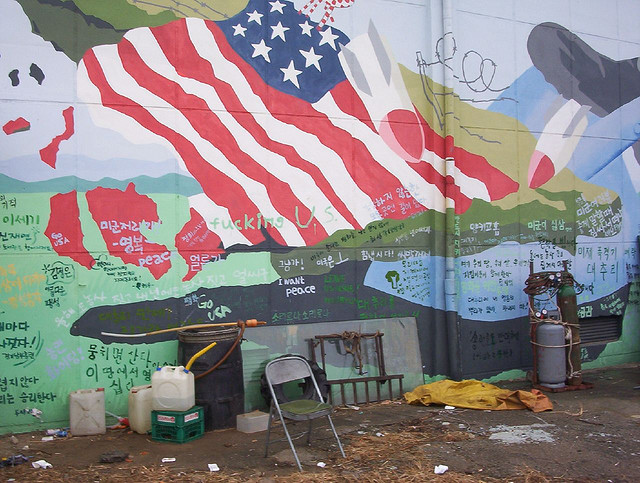
대추리 농협 창고 외벽에 그려진 반미 구호의 그림

2004년 8월, 한미 양국은 용산기지와 미2사단을 평택으로 이전하는 협정에 합의하였고 그해 10월 28일 협정안에 정식 서명하였다. 한국 정부는 기지 이전에 따라 지출될 비용이 막대함에 따라 관련 협정에 대해 국회 동의를 얻어야 하므로 10월 29일 국회에 비준동의안을 제출하였고 12월 9일 비준동의안이 통과되었다. 이에 평택 지역에 349만평 규모로 기지가 확장 이전됨에 따라 535세대(1,372명)의 주민들이 이주해야 하는 상황이 발생하였다. 국회의 비준 동의 후 국방부는 토지 보상을 시작하였다. 토지수용과 보상의 과정에서 국방부의 일방적인 집행으로 인해 대추리 주민들의 반발과 마찰이 빚어졌고, 팽성 대추리 도두리 주민들 다수가 토지 수용을 거부하자 2005년 11월 중앙토지수용위원회 수용재결을 통해 법원에 토지보상금을 공탁한 후 국방부는 주민동의 없이도 소유권을 국방부로 이전할 수 있게 되었다. 2005년 겨울부터 국방부는 주민들에게 농사를 짓지 못하도록 하였고 이에 2006년 봄부터 농사를 지으려는 주민들과 국방부와의 충돌이 발생하였다. 주민들은 미군기지의 이전 및 확장을 반대하는 시민단체와 연대하였다.

### 경과
- 날짜: 2006년 5월 4일

강제철거로 무너진 대추분교

- 장소: 경기도 평택시 팽성읍 대추리 (구) 계성초등학교 대추분교
- 결과: 대추 분교 철거 및 이전 예정지에 철조망 설치, 시민 단체의 항위 시위 계속됨
- 시위 참가자: 약 1천여 명 추산 (평택 대추리/도두리 주민, 평택범대위 회원, 평택시대책위 회원, 평택지킴이 등)
- 동원 공권력: 경찰 110개 중대 1만 3,000명, 용역업체 직원 1,200여 명, 군인 2,000여 명 (군 병력도 시위진압에 동원됨)
- 인명 피해: 경기도 소방재난본부 일일현황보고 (2006년 5월 4일 보고 내용) 총 부상자 137명이며(중상 13명, 경상 124명이다. 이 부상자 중에서     전경(경찰) 32명과 시위자 105명이 부상자), 137명 모두 현장에서 응급치료를 받고 가까운 인근병원 6곳으로 이송되었다.

국방부와 주민들의 갈등은 2006년 3월 15일부터 본격적인 경찰과 용역 병력 투입으로 불거졌다. 3월 15일 국방부는 포크레인과 용역 병력을 투입하여 씨를 뿌린 논을 파헤쳤으며 이를 막는 대추리 도두리 주민들과 시민들 중 40명을 연행하고 2명을 구속하였다. 4월 7일에도 역시 갈등이 발생하여 31명이 연행되고 2명이 구속되었다. 4월 말 국방부는 소유권이 이전된 대추분교와 운동장에 설치된 촛불행사용 비닐하우스 등을 철거하겠다는 입장을 밝혔고 이를 막으려는 주민들과 범대위 회원, 평택시 대책위 회원 등 1천여명이 5월 3일 밤부터 대추분교를 지키기 위해 밤을 지샜다. 5월 4일 새벽 4시 경찰 110개 중대 1만3천여명이 대추분교로 진입하였고 시위대들이 연행되기 시작했다. 아침 7시경 대추분교는 경찰들에 의해 포위되었고 대추분교 2층에 있던 시위대까지 연행한 후 대추분교 철거 작업이 시작되었다. 학교 건물뿐만 아니라 운동장의 나무와 시설물들이 철거되었고 같은 시간 투입된 군인들이 미군기지 예정부지 일대에 철조망을 설치하였다.
이번 강제집행으로 대추분교에 집결한 1,000여 명 중 524명이 연행되었고 경기도 소방재난본부의 기록에 의하면 응급조치를 받은 부상자는 137명(전경 32명, 시위자 105명)이다. 소방서 응급차량에 후송되지 않은 부상자까지 포함하면 당일 200명~300명가량이 부상을 입은 것으로 추정된다. 강제 집행에는 투입 경찰 110개 중대 1만3,000명, 용역업체 직원 1,200여 명, 군인 3,000명이 동원되었다.
2007년 1월 대추리 도두리에 남아 있던 주민들과 정부 사이에 이주 협의가 시작되었다. 2004년 9월 1일부터 시작된 주민 촛불행사는 2007년 3월 24일 935일째를 마지막으로 마무리되었고 4월 주민들은 마을에서 나와 임시 거주지로 모두 이사하여 국방부의 강제 퇴거가 마무리되었다.

## 논란
대추리로 기지이전이 결정되고 국방부와 보상합의를 마치고 이주한 주민들의 빈집에 반미운동가등이 주소를 이전하는 등 실제 거주민이 아닌 이들이 대추리 미군기지이전 반대항의에 주도적으로 움직였다는 주장이 있다.
대추리 기지이전에 반대하는 일부 사람들은 국방부와 보상합의를 마친 주민들의 차량등을 파손하기도 했다.
당시 반대시위대는 죽창, 화염병등으로 무장하여 경찰과 군부대를 위협공격하여 강제진압이 불가피했다는 주장이 있으며 이로 인해 군,경찰,시위대등에서 많은 부상자가 발생했다.

## 보상
대추리에서 보상합의가 이뤄지지 않은 부지는 전체 매입예정부지의 21%로 79%는 주민합의에 의해 이뤄졌다.
대추리와 도두리 주민의 평균 보상금은 6억(대추리 5억 3천만, 도두리 6억 6천만)원이었다. 팽성대책위원회 핵심간부 10여명의 보상금은 최고 27억9천만원이었으며, 최저 6억 2천만원으로 평균 19억 2천만원이었다.

## 보상합의 조건 일부 미이행 문제
대추리 주민들이 이주한 노와이주단지의 행정리 명칭에 대추리를 계속 쓸 수 있게 한다고 약속을 했지만 노와2리 주민의 반대로 행정리 명칭 변경이 이뤄지지 못했다. 평화마을 주민들은 행정리 변경을 촉구하는 행정 소송을 냈지만 패소하였다. 또한 평택시에 신도시가 지어지면 상가 위치 선택권을 주기로 정부가 약속했는데, 고덕국제신도시가 지어지는 과정에서 LH가 이 약속을 지키지 않고 분양을 진행해버렸다. 1심과 2심에서 위치선택권에 대한 소송에서 주민들이 승소했다. 이미 상업용지는 분양과 개발이 되어 버려 대추리 주민들은 별도의 손해배상 소송을 진행중이다.

## 같이 보기
- 캠프 험프리스